# Rich Manning
Richard Alan Manning, detto Rich (Tacoma, 23 giugno 1970), è un ex cestista statunitense, professionista nella NBA, in Turchia e in Libano.

## Carriera
È stato selezionato dagli Atlanta Hawks al secondo giro del Draft NBA 1993 (40ª scelta assoluta).